# ديف ستيوارت (ملحن)
ديف ستيوارت (بالإنجليزية: Dave Stewart)‏ هو ملحن بريطاني، ولد في 30 ديسمبر 1950 في لندن في المملكة المتحدة.

## وصلات خارجية
- ديف ستيوارت على موقع ميوزك برينز (الإنجليزية)
- ديف ستيوارت على موقع رولينغ ستون (الإنجليزية)
- ديف ستيوارت على موقع إن إن دي بي (الإنجليزية)
- ديف ستيوارت على موقع أول ميوزيك (الإنجليزية)
- ديف ستيوارت على موقع ديسكوغز (الإنجليزية)